# Williams & Norgate
Williams & Norgate war ein in London und Edinburgh ansässiger britischer Verlag, der auf die Herausgabe wissenschaftlicher Literatur spezialisiert war.
Williams & Norgate wurde 1842/43 von Edmund Sydney Williams (1817–1891) und Frederick Norgate (1818–1908) gegründet. Der Verlag besaß Niederlassungen in Covent Garden in London und in der South Frederick Street in Edinburgh. Unter anderem gab der Verlag die Zeitschrift Natural History Review und Thomas Henry Huxleys Werk Evidence as to Man's Place in Nature heraus.

## Nachweise
- Autobiografie von Edmund Sydney Williams
- Eintrag im Darwin Correspondence Project